# Mamillisphaeria
Mamillisphaeria är ett släkte av svampar. Mamillisphaeria ingår i familjen Massariaceae, ordningen Pyrenulales, klassen Eurotiomycetes, divisionen sporsäcksvampar och riket svampar.
|                 | Aglaospora                                      |
|                 |                                                 |
|                 | Navicella                                       |
|                 |                                                 |
|                 | Decaisnella                                     |
|                 |                                                 |
| Mamillisphaeria | \| \| Mamillisphaeria dimorphospora \| \| \| \| |
|                 | \| \| Mamillisphaeria dimorphospora \| \| \| \| |
|                 | Massaria                                        |
|                 |                                                 |
|                 | Dubitatio                                       |
|                 |                                                 |
|                 | Mamillisphaeria dimorphospora                   |
|                 |                                                 |

|  | Mamillisphaeria dimorphospora |
|  |                               |